# Линдблум, Маттиас
Матти́ас Ли́ндблум (швед. Mattias Johan Borje Lindblom) — шведский певец, композитор и музыкальный продюсер. Родился 19 февраля 1971 в Мальмё, Швеция.
Солист и лидер группы Vacuum. Является также участником авторского дуэта Wollbeck/Lindblom (совместно с продюсером и композитором Андерсом Вольбеком).
Начал музыкальную деятельность в паре с Морицем Магнуссоном, образовав дуэт Ceycamore Leaves.
Обрел мировую популярность в 1996 году как вокалист шведской поп-группы Vacuum. В 2004 году Маттиас возрождает группу, временно прекратившую своё существование в связи с уходом главного идеолога группы Александра Барда.
Помимо проекта Vacuum, Маттиас занят созданием песен для мировых поп- и рок- исполнителей и групп. В настоящее время Маттиас Линдблум живет в Мельбурне, Австралия.

## Избранные работы
Подборка произведений Маттиаса Линдблума:
- Tina Arena: Love Saves, House, Devil in me, Can't say anything, Outrun the night, Cry me a miracle, Mother to her child, Dancing on thin ice (2023)
- Tania Doko: Harder Now (2023)
- Andy Taylor: Man’s a Wolf to Man (2022)
- Tarja Turunen: Eye of the Storm (2022)
- Tina Arena: Church (2021)
- Lindblom/Hall: My Moon is a Streetlight (2020)
- Jordan-Ravi: Pushing Stars (2020)
- Tarja Turunen: Serene, You and I (2019)
- Lizzy V: Little Big Secret (2018) Borderline (2019)
- Pablo Nouvelle: Harder Now feat. Sister (2018)
- LM Parfums, France: R-Campaign (2018)
- We Invented Paris: Storm (2017)
- Ewigi Liebi: Musical, Gib Mer A Chance (2017)
- Tarja Turunen: Diva, Undertaker, Calling From The Wild (2016)
- Tarja Turunen: Innocence (2016)
- Tarja Turunen: No Bitter End (2016)
- Tina Arena: Karma, Love Falls (2015)
- Tatort – Kalter Engel: Soundtrack (2013)
- The Love feat. Tina Arena: White Light (2013)
- Tina Arena: You Set Fire to My Life, Out of the Blue (2013)
- Keisha Buchanan: Fearless (2011)
- TVXQ: Y3k (2013)[2]
- Tarja Turunen: I Walk Alone, Our Great Divide, Die Alive, Minor Heaven, We Are, In for a Kill, Into The Sun (2012), Victim of Ritual (2013), Lucid Dreamer, Deliverance, Neverlight, Boy and the Ghost, Ite, Misa Est,
- Garou: Accidental
- Monrose: What You Don't Know
- f(x): Chu
- Rachel Stevens: Negotiate With Love[3]
- The Canadian Tenors: I Only Know How To Love
- Till Brönner: Your Life
- Alcazar: Celebrate The Night
- Tata Young: Love Is The Law
- Girls Generation: Two Blocks Down
- Jeany Zhang Jing: Dream Whispers
- Jeanette Biedermann: Wild Like That
- Viktorious: Out Of Control
- Vengaboys: Rocket To Uranus
- Aloha From Hell: My Love You Are
- Edyta Górniak: Błękit Myśli
- Baschi: Gib Mer A Chance
- Cinema Bizarre: Heavensent, The Other People, Get Off
- Down Below: Sand In Meiner Hand
- Florence Joy: Consequence Of Love
- Julie Berthelsen: Home, Not That Song, November December
- Marilou: Impatiemment
- Rainie Young: Guai Bu Guai

## Факты
- С середины 90-х Маттиас проживает в Стокгольме, район Сёдермальм.
- Носит бриллиант в одном из верхних передних зубов.
- Любит в шутку говорить, что начал играть музыку в возрасте 7 лет, представляя себя барабанщиком и доводя родителей до полного безумия.

## Фан-клубы в России
- Vacuum - I Breathe Странница ВКонтакте
- Mattias Lindblom | VACUUM Страница ВКонтакте
- VACUUM Official Страница ВКонтакте